# Estadio Corona
Das Estadio Corona ist ein ehemaliges Fußballstadion in der Stadt Torreón, Coahuila, Mexiko. Es diente dem Erstligaverein Santos Laguna zwischen Juli 1970 und November 2009 als feste Heimspielstätte und war seit der Saison 1988/89 regelmäßiger Austragungsort von Spielen der mexikanischen Primera División. Neue Heimspielstätte des Club Santos Laguna ist seit dem 11. November 2009 das Estadio TSM Corona.

## Geschichte
Das Stadion wurde am 2. Juli 1970 mit einem Freundschaftsspiel zwischen dem ortsansässigen CF Torreón und Mexikos populärstem Verein Chivas Guadalajara eingeweiht. Das letzte Spiel war ein Punktspiel der Primera División, das am 1. November 2009 zwischen Santos Laguna und den UNAM Pumas ausgetragen wurde. Das letzte Tor im Estadio Corona erzielte Vicente Vuoso, der für die Gastgeber in der 66. Minute zum 1:1-Endstand ausglich. Bereits am Folgetag begannen die Abrissarbeiten des vormals kleinsten Erstligastadions von Mexiko.

### Die Nutzer des Stadions
In den ersten vier Jahren seines Bestehens (Spielzeiten 1970/71 bis 1973/74) diente das Stadion dem seinerzeitigen Erstligisten CF Torreón als Heimspielstätte, bis dieser seine Erstligalizenz veräußerte. Danach trug hier der CF Laguna seine Heimspiele aus, bevor auch dieser Verein 1978 seine Lizenz veräußerte und das Stadion für die nächsten Jahre weitgehend ungenutzt blieb. Erst nach Gründung des Club Santos Laguna und seinem Beitritt in die damals drittklassige Segunda División 'B' für die Saison 1983/84 hatte das Stadion wieder einen festen Nutzer, der hier seither seine Heimspiele austrägt.

### Die Namen des Stadions
In seiner Anfangszeit trug das Stadion den Namen Estadio Moctezuma, ehe es 1986 offiziell in Estadio Corona umbenannt wurde. Die neue Bezeichnung wurde anhand der gleichnamigen Biermarke der Grupo Modelo gewählt, die seit 1967 eine Brauerei in Torreón betreibt, in der die Marke Corona gebraut wird. Inoffiziell trägt das Stadion auch den Namen El coloso de las Carolinas (der Koloss von Carolinas) nach dem gleichnamigen Stadtviertel, in dem es sich befindet.

### Finalspiele
Im Estadio Corona wurde je eine Begegnung der fünf Finalteilnahmen von Santos Laguna um die mexikanische Fußballmeisterschaft ausgetragen. Interessanterweise konnte Santos die Meisterschaft stets gewinnen, wenn das Rückspiel im Estadio Corona ausgetragen wurde und ging stets leer aus, wenn hier bereits das Hinspiel stattfand.
| Spielzeit      | Gegner    | Ergebnis | Saisonabschluss von Santos Laguna             |
| -------------- | --------- | -------- | --------------------------------------------- |
| Saison 1993/94 | UAG Tecos | 1:0      | Vizemeister, da Rückspiel 0:2 verloren        |
| Invierno 1996  | Necaxa    | 4:2      | Meister nach 0:1-Hinspielniederlage           |
| Verano 2000    | Toluca    | 0:2      | Vizemeister, da auch Rückspiel (1:5) verloren |
| Verano 2001    | Pachuca   | 3:1      | Meister nach 1:2-Hinspielniederlage           |
| Clausura 2008  | Cruz Azul | 1:1      | Meister nach 2:1-Hinspielsieg                 |

### Copa Libertadores
Folgende Heimspiele von Santos Laguna in der Copa Libertadores 2004 wurden im Estadio Corona ausgetragen:
| Datum           | Gegner                    | Ergebnis | Runde        |
| --------------- | ------------------------- | -------- | ------------ |
| 3. Februar 2004 | Universidad de Concepción | 2:2      | Vorrunde     |
| 10. März 2004   | Cruzeiro Belo Horizonte   | 1:0      | Vorrunde     |
| 16. März 2004   | Caracas FC                | 3:1      | Vorrunde     |
| 4. Mai 2004     | River Plate               | 0:1      | Achtelfinale |